# Попов, Владимир Артемьевич
Владимир Артемьевич Попов (17.04.1913, Армавир — 11.06.1963, Свердловск) — советский инженер-машиностроитель, лауреат Сталинской премии (1950).

## Биография
Окончил Уральский индустриальный институт (1935), инженер-механик.
В 1935—1957 гг. на Уралмашзаводе: мастер «стахановской» смены; начальник участка, заместитель начальника, с 1943 г. начальник цеха, с 1945 г. первый заместитель начальника производства; в 1946—1955 гг. — главный технолог; в 1955—1957 гг. — заместитель главного инженера.
В 1957—1963 гг. — начальник технического управления Средне-Уральского совнархоза.
Кандидат технических наук (1950), профессор (1962).
Лауреат Сталинской премии (1950) — за создание советского рельсо-балочного стана. Награждён орденами Трудового Красного Знамени (05.08.1944), Отечественной войны II степени (16.09.1945), «Знак Знак Почёта» (05.06.1942), медалями.
Во время Великой Отечественной войны участвовал в организации производства бронекорпусов, танков и самоходных установок.
Скончался 11 июня 1963 года, похоронен на Северном кладбище Екатеринбурга.
Сочинения
- Технология тяжелого машиностроения [Текст] : Опыт Уралмашзавода / В. А. Попов, Г. А. Иванов, К. Н. Муравьев и др. ; Под ред. проф. М. Л. Шахрая. — Москва ; Свердловск : Машгиз. [Урало-Сиб. отд-ние], 1952. — 460 с. : черт.; 23 см.
- Принципы построения технологии тяжелого машиностроения [Текст]. — Москва : Машгиз, 1963. — 479 с. : ил.; 22 см.
- Качество поверхности при торцевом фрезеровании [Текст] / В. А. Попов, лауреат Сталинской премии. — Москва ; Свердловск : Машгиз. [Урало-Сиб. отд-ние], 1952. — 140 с. : ил.; 22 см.
- Технология изготовления буровых установок [Текст] / В. А. Попов, Г. А. Иванов, А. П. Харин [и др.] ; Под ред. В. А. Попова. — Свердловск ; Москва : [Свердл. отд-ние] Машгиза, 1947 (Серовская тип.). — 168 с., 3 л. черт. : черт.; 26 см.